# Paris-Roubaix de 2020
A 118.ª edição da clássica ciclista Paris-Roubaix, teria sido uma corrida que celebrar-se-ia a 12 de abril de 2020 no França.
No entanto, devido à pandemia de COVID-19, onde a emergência sanitária pelo vírus SARS-CoV-2 obrigou ao cancelamento de diferentes eventos desportivos em todo mundo, a corrida foi adiada.
A corrida faria parte do UCI WorldTour de 2020, calendário ciclístico de máximo nível mundial, onde era a décimo quinta corrida de dito circuito.

## Percurso
A Paris-Roubaix dispunha de um percurso total de 259 quilómetros com 30 trechos de pavé, esta corrida fazia parte do calendário de ciclismo clássicas de pavé, sendo a última e mais legendaria corrida que se disputa em clássicas de pavé, antes de iniciar a primavera com as clássica das Ardenas.
O percurso da edição 2020 era similar com a edição anterior. Era igual de longo como no ano passado com um total de 259 quilómetros, incluindo mais de 2 km de áreas novas de pavé , atingindo um comprimento total de 55 km distribuídos em trinta secções. O detalhe mais notável no percurso era o sector de Saint-Python , junto aos sectores de Viesly  à Briastre simíliar à edição anterior, e o velho sector de Briastre a Solesmes que não tinha estado na rota durante trinta anos.
Apesar de seu nome, a corrida não começava na cidade de Paris , mas nesta edição se dá começo na cidade de Compiègne , a uns 80 quilómetros ao norte de Paris, e se move para o norte para finalizar em Roubaix . A dificuldade principal era os trinta secções empredadas que estão dispostos sobre uma distância total de 55 quilómetros. Os organizadores da corrida atribuem a estas zonas um nível de dificuldade, as três áreas mais difíceis classificam-se como de cinco estrelas, enquanto só um sector se classifica com uma estrela, considerado o mais fácil.
Os primeiros 96 quilómetros de percurso eram planos sobre estradas normais, chegando entre o primeiro sector de Troisvilles -Inchy que põe picante à corrida. Durante os próximos 60 quilómetros, tinha nove áreas pavimentadas antes do primeiro sector de cinco estrelas, o Trouée d'Arenberg, com uma longitude de 2.4 quilómetros, com seu empedrado em mau estado, disjuntos e não alinhados, pelo geral este trecho num dos mais decisivos da prova, costuma provocar a primeira seleção na corrida eliminando a muitos corredores face à vitória final.
A seguir, a rota gira várias vezes ao redor da comuna de Wallers  onde tinha outros sectores. Logo a corrida dirige-se para o norte, cruzando vários corredores de áreas de pavé todas classificada entre três ou quatro estrelas, para chegar à zona de cinco estrelas após 200 quilómetros no sector de pavé de Mons-en-Pévèle com uma longitude de 3 quilómetros. Ao final o pelotão ingressa aos últimos sectores de dificuldade de três e cinco estrelas, como o clássico sector de Carrefour de l'Arbre, onde os ciclistas realizam os últimos ataques na corrida a 15 quilómetros da meta, antes da chegada ao Velódromo de Roubaix .
| Sector | km    | Nome                                    | Comprimento (m) | Dificuldade       |
| ------ | ----- | --------------------------------------- | --------------- | ----------------- |
| 29     | 96,5  | Troisvilles-Inchy                       | 2200            | * · * · *         |
| 28     | 103,5 | Briastre-Viesly                         | 1800            | * · * · *         |
| 27     | 110   | Viesly-Quiévy                           | 3700            | * · * · * · *     |
| 26     | 112,5 | Quiévy-Saint-Python                     | 3000            | * · * · *         |
| 25     | 117   | Saint-Python-Solesmes                   | 800             | * · *             |
| 24     | 124,5 | Vertain-Saint-Martin-sur-Écaillon       | 2300            | * · * · *         |
| 23     | 134,5 | Verchain-Maugré-Quérénaing              | 1600            | * · * · *         |
| 22     | 137,5 | Quérénaing-Maing                        | 2500            | * · * · *         |
| 21     | 140,5 | Maing-Monchaux-sur-Écaillon             | 1600            | * · * · *         |
| 20     | 153,5 | Haveluy-Wallers                         | 2500            | * · * · * · *     |
| 19     | 161,5 | Trouée d'Arenberg                       | 2400            | * · * · * · * · * |
| 18     | 168   | Wallers-Hélesmes                        | 1600            | * · * · *         |
| 17     | 174,5 | Hornaing-Wandignies-Hamage              | 3700            | * · * · * · *     |
| 16     | 182   | Warlaing-Brillon                        | 2400            | * · * · *         |
| 15     | 185,5 | Tilloy-lez-Marchiennes-Sars-et-Rosières | 2400            | * · * · * · *     |
| 14     | 192   | Beuvry-la-Forêt-Orchies                 | 1400            | * · * · *         |
| 13     | 197   | Orchies                                 | 1700            | * · * · *         |
| 12     | 203   | Auchy-lez-Orchies-Bersée                | 2700            | * · * · * · *     |
| 11     | 208,5 | Mons-en-Pévèle                          | 3000            | * · * · * · * · * |
| 10     | 214,5 | Mérignies-Avelin                        | 700             | * · *             |
| 9      | 218   | Pont-Thibaut-Ennevelin                  | 1400            | * · * · *         |
| 8      | 224   | Moulin-de-Vertain                       | 500             | * · *             |
| 7      | 230,5 | Cysoing-Bourghelles                     | 1300            | * · * · *         |
| 6      | 233   | Bourghelles-Wannehain                   | 1100            | * · * · *         |
| 5      | 237,5 | Camphin-en-Pévèle                       | 1800            | * · * · * · *     |
| 4      | 240   | Carrefour de l'Arbre                    | 2100            | * · * · * · * · * |
| 3      | 242,5 | Gruson                                  | 1100            | * · *             |
| 2      | 249   | Willems-Hem                             | 1400            | * · *             |
| 1      | 256   | Roubaix                                 | 300             | *                 |